# Arius gagorides
Arius gagorides är en fiskart som först beskrevs av Valenciennes, 1840.  Arius gagorides ingår i släktet Arius och familjen Ariidae. Inga underarter finns listade i Catalogue of Life.